# Pseudemys gorzugi
Espèce
Synonymes
- Pseudemys concinna gorzugi Ward, 1984

Statut de conservation UICN

 NT  : Quasi menacé
Pseudemys gorzugi est une espèce de tortue de la famille des Emydidae.

## Description
Pseudemys gorzugi présente des tâches rondes qui alternent noir et jaune sur chaque écaille.
C'est une espèce avec une carapace olive ou brune de forme allongée qui peut atteindre environ 24 cm.
Des dentelures sont situées dans le bec et sous le bec de cette tortue.
Pour différencier le mâle de la femelle, il suffit d'observer sa queue, la forme de la carapace et la disposition du cloaque.

## Répartition
Cette espèce se rencontre : 
- aux États-Unis au Texas et au Nouveau-Mexique ;
- au Mexique dans les États du Coahuila, du Chihuahua, du Nuevo León et du Tamaulipas.

## Étymologie
Cette espèce est nommée en l'honneur de George Robert Zug.

## Publication originale
- Ward, 1984 : Relationships of the Chrysemyd turtles of North America (Testudines: Emydidae). Special Publications of the Museum of the Texas Technological University, vol. 21, p. 1-50.